# Zespół Reprezentacyjny
Zespół Reprezentacyjny – grupa muzyczna wywodząca się z kręgu kultury studenckiej działająca aktywnie w latach 80. XX w., zaliczana do nurtu poezji śpiewanej. W jej repertuarze znajdowały się głównie utwory zaczerpnięte z twórczości Lluísa Llacha i Georges’a Brassensa, które członkowie grupy sami tłumaczyli i aranżowali. W 2005 grupa wznowiła działalność.

## Działalność
Grupa założona została w 1983 w Warszawie przez iberystów Jarosława Gugałę (fortepian, śpiew) i Filipa Łobodzińskiego (gitara, śpiew) oraz studenta Politechniki Warszawskiej Adama Jamiołkowskiego (gitara, śpiew). Przez kilka pierwszych miesięcy występował z nimi również dr Michał Urbański, pracownik naukowy PW, grający na instrumentach perkusyjnych. W listopadzie 1983 Jamiołkowskiego zastąpił gitarzysta i wokalista Wojciech Wiśniewski, który odszedł w 1986 roku. Pod koniec 1985 roku członkiem zespołu został Marek Wojtczak grający na gitarze basowej i kontrabasie. W składzie z Wojciechem Wiśniewskim grupa nagrała na kasetach dwa albumy: Za nami noc... (pieśni Lluisa Llacha) oraz Śmierć za idee – ballady Georgesa Brassensa. Obydwa wydawnictwa muzyczne zostały po kilkunastu latach wznowione na CD przez niezależną firmę fonograficzną Jacek Music ze Szczecina.
Menedżerem grupy jest od 1983 roku, Marek Karlsbad, uważany za pełnoprawnego członka grupy, a stałym współpracownikiem tłumacz Carlos Marrodán.
W początkowym okresie zespół zajmował się publiczną prezentacją pieśni katalońskiego barda Lluisa Llacha. Za piosenki z tego programu Zespół Reprezentacyjny otrzymał II nagrodę na XIX Studenckim Festiwalu Piosenki w Krakowie w 1983 roku (ex aequo z wrocławskim zespołem Krakersy) i dodatkowo Nagrodę Dziennikarzy. Potem rozszerzyli repertuar o piosenki francuskiego piosenkarza Georges’a Brassensa i sefardyjskie piosenki ludowe.
W 1990 roku zespół podjął decyzję o zawieszeniu działalności, choć potem jeszcze dwukrotnie wchodził do studia nagrań, aby zarejestrować programy z piosenkami sefardyjskimi (Sefarad 1991) i Brassensa (Pornograf w 1993). Wielokrotnie brał udział w studenckim festiwalu FAMA w Świnoujściu. W 2005 roku zespół wrócił do koncertowania. W czerwcu 2007 nagrał na żywo nowe piosenki, które ukazały się na płycie w grudniu. Płytę Kumple to grunt z udziałem Tomasza Gąssowskiego, perkusisty Marcina Kalisza i Tomasza Hernika grającego na akordeonie i puzonach (pozostającego członkiem zespołu) promował utwór Król z gościnnym udziałem Katarzyny Nosowskiej, Muńka Staszczyka, Tomasza Lipińskiego, Adama Nowaka, Wojciecha Waglewskiego, Krzysztofa Grabowskiego (Grabaża) i Marcina Świetlickiego.
W tym samym czasie w Hiszpanii ukazał się dwupłytowy album Homenatge a Lluís Llach. Si véns amb mi, będący hołdem dla Lluisa Llacha. Znalazło się tam nagranie Zespołu Jeszcze, wersja piosenki Encara Llacha z 1979 roku.
W kwietniu 2013 roku muzycy zagrali dwa koncerty, z których materiał znalazł się na ich kolejnej płycie Mur – piosenki Lluisa Llacha – z repertuarem Lluisa Llacha. Gościnnie z Zespołem wystąpił perkusista Grzegorz Grzyb. Producentem muzycznym materiału jest ponownie Tomasz Gąssowski.

## Dyskografia
- 1985: Za nami noc... (pieśni Lluisa Llacha)
- 1986: Śmierć za idee – ballady Georgesa Brassensa
- 1991: Sefarad
- 1993: Pornograf
- 2001: Sefarad / Pornograf, dwupłytowe wznowienie na CD POL #34[1]
- 2007: Kumple to grunt – złota płyta[2]
- 2014: Mur – piosenki Lluisa Llacha POL #30[3]

Pojedyncze piosenki ukazały się w następujących wydawnictwach:
- 1984: Laureaci XX SFP Kraków 14–17 V 1984, kaseta
- 1984: Święto, kaseta z koncertu pod tym samym tytułem z festiwalu FAMA 1984
- 1984: Niewinni czarodzieje, kaseta z tego samego festiwalu
- 1985: Koncert XV-lecia FAMY „Zanim ogień w nas wypali”, kaseta
- 2003: Kolekcja bardów – 45 x Brassens, 3 CD
- 2004: Kolekcja bardów – 50 x Brel, 3 CD
- 2004: La vie est une chanson nad Wisłą, CD
- 2007: Homenatge a Lluís Llach. Si véns amb mi, 2 CD (wydany w Hiszpanii hołd dla Lluisa Llacha, antologia nagrań różnych wykonawców)
- 2007: Piosenki dla Supertaty, CD